# Jean Starobinski

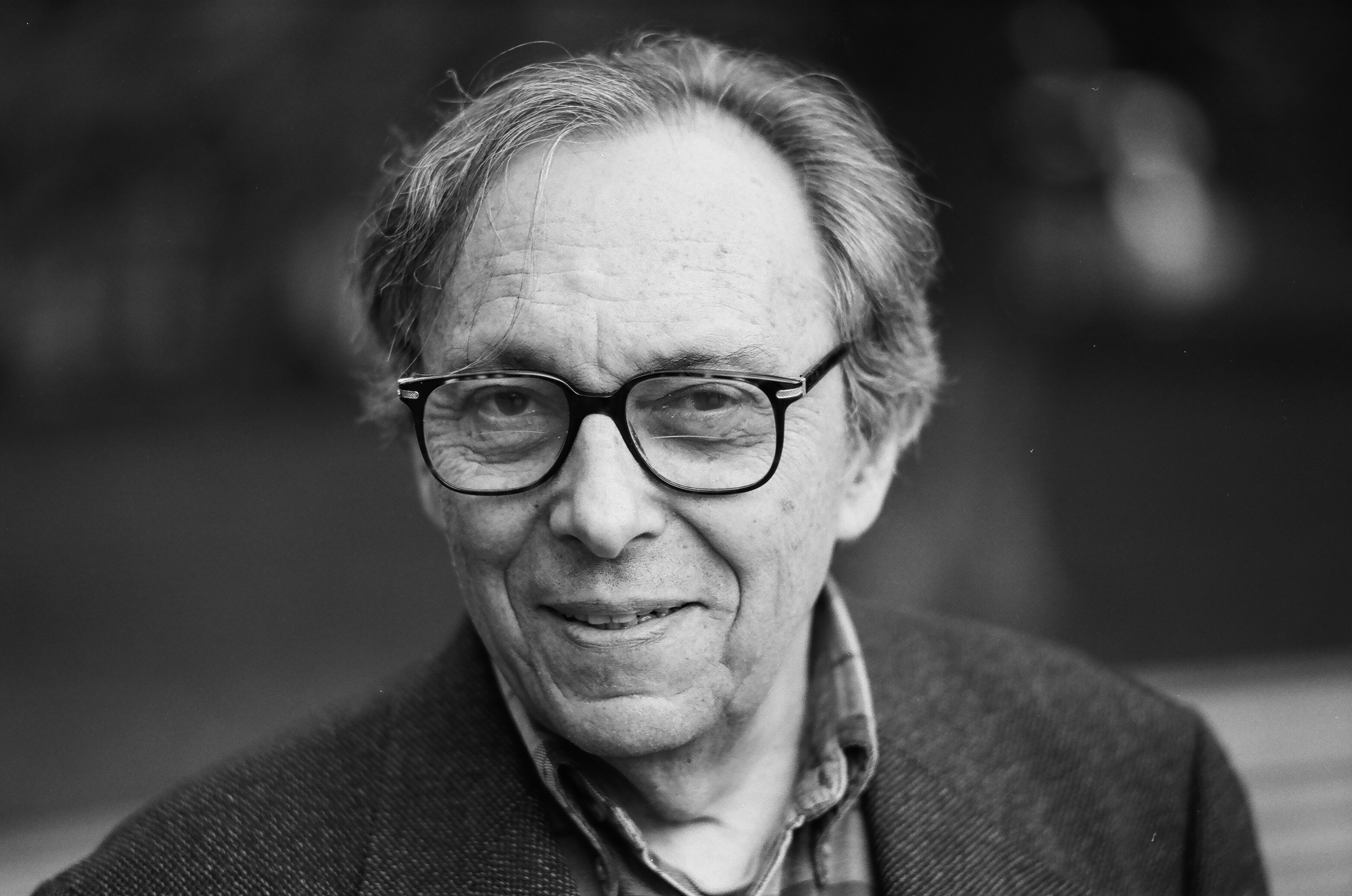
Jean Starobinski (2004)

Jean Isaac Starobinski (* 17. November 1920 in Genf; † 4. März 2019 in Morges, Kanton Waadt; heimatberechtigt in Genf) war ein Schweizer Arzt und Literaturwissenschaftler, Medizinhistoriker und Ideengeschichtler. Er war von 1958 bis 1985 Professor an der Universität Genf.

## Leben und Werk
Jean Starobinski wurde als Sohn von Aron Starobinski und Szajndla Frydman, beide polnisch-jüdischer Herkunft, geboren. Seit Vater emigrierte 1913 wegen antisemitischer Repressionen, die ihm ein Studium untersagten, von Warschau nach Genf. Beide Eltern schlossen in Genf ein Medizinstudium ab, der Vater unterhielt seit 1926 eine eigene Praxis.
Starobinski besuchte von 1932 bis 1939 das Collège Calvin und schloss dieses mit der Matura ab. Noch als Gymnasiast besuchte er an der Universität eine Vorlesung über Rousseau von Marcel Raymond, der später sein wichtigster akademischer Lehrer werden sollte.
Von 1939 bis 1942 studierte Starobinski Französisch, Latein und Griechisch an der Universität Genf. Er schloss sein Studium mit einer von Marcel Raymond betreuten Arbeit über die Selbsterkenntnis bei Stendhal ab. Durch Vermittlung von Raymond lernte Starobinski den Dichter Pierre Jean Jouve kennen, der seit 1941 in Genf exiliert war. Er war regelmässiger Gast in Jouves Wohnung, wo sich Schriftsteller und Intellektuelle wie Georges Haldas, Maurice Chappaz, Pierre Courthion, Pierre Emmanuel und Jean Rudolf von Salis trafen. Durch Blanche Reverchon, Jouves Ehefrau, kam er in Kontakt mit der Psychoanalyse. Bereits vor Abschluss seines Studiums veröffentlichte Starobinski erste Artikel über Lyrik in den Zeitschriften Lettres, die von Jouve gegründet wurde, und La Suisse contemporaine. Seine allererste Publikation betraf den Gedichtband Porches à la nuit des saints von Pierre Jean Jouve.
Von 1942 bis 1948 studierte Starobinski Medizin an der Universität Genf. Es waren vor allem soziale und wirtschaftliche Gründe, die ihn dazu bewogen, seine Laufbahn als Geisteswissenschaftler vorerst nicht weiterzuverfolgen. Eine Karriere als Arzt schien ihm planbarer. 1948 erhielt er auch die Schweizer Staatsbürgerschaft, die ihm noch 1940 verweigert worden war. Auch während seines Medizinstudiums war Starobinski publizistisch tätig. Er unterhielt enge Beziehungen zu Intellektuellen und Verlegern, die sich von der Schweiz aus für die Résistance in Frankreich engagierten. 1943 gab er ein in der von Pierre Courthion gegründeten Reihe Le Cri de la France, die den Begriff der Freiheit in verschiedenen Jahrhunderten dokumentieren wollte, einen Band zu Stendhal heraus. 1945 erschien seine Übersetzung von Erzählungen und weiteren Texten Franz Kafkas mit einer umfangreichen Einleitung.
Von 1947 bis 1949 unterrichtete Starobinski als Assistent von Marcel Raymond französische Literatur an der Universität Genf. Von 1948 bis 1953 war er Assistenzarzt am Kantonsspital Genf. Aus seiner Unterrichtstätigkeit ging 1953 die erste eigene Buchpublikation hervor: ein Porträt Montesquieus in der Reihe Écrivains de toujours.
Auf Einladung von Georges Poulet unterrichtete Starobinski von 1953 bis 1956 als assistant professor an der Johns Hopkins-Universität in Baltimore. Diese Jahre waren entscheidend für Starobinskis intellektuelle Prägung. Am Institute of the History of Medicine besuchte er die Vorlesungen von Owsei Temkin und entdeckte sein Interesse für medizingeschichtliche Fragestellungen. Regelmässig nahm Starobinski an den Sitzungen des History of Ideas Club teil, wo er mit Arthur Lovejoy, George Boas und Ludwig Edelstein zusammentraf und sein eigenes Verständnis von Ideengeschichte ausbildete. Anregend war auch der Konflikt zwischen Georges Poulet und Leo Spitzer über den richtigen methodischen Zugang zur Literatur. Starobinskis eigene Methode, die er mit dem Ausdruck «relation critique» bezeichnete, lässt sich als Vermittlung zwischen den beiden Positionen Bewusstseinsanalyse und Stilkritik auffassen. Während dieses Aufenthalts hörte Starobinski auch eine Vorlesung von Alexandre Koyré, aus der 1957 das bedeutsame ideengeschichtliche Buch From the Closed World to the Infinite Universe hervorging.
Neben seiner Unterrichtstätigkeit hatte Starobinski in Baltimore Zeit, seine literaturwissenschaftliche Dissertation fertigzustellen. Hatte er ursprünglich geplant, eine vergleichende Studie über Maskenverächter und Demaskierer in der französischen Literatur vom 16. bis ins 20. Jahrhundert zu schreiben (Montaigne, La Rochefoucauld, Rousseau, Stendhal, Valéry), so hatte sich schliesslich das Kapitel über Rousseau zu einer eigenständigen Arbeit ausgewachsen. 1957 verteidigte Starobinski seine Dissertation, die unter dem Titel La transparence et l’obstacle Berühmtheit erlangen sollte. Doktorvater war Marcel Raymond.
Von 1957 bis 1958 arbeitete Starobinski noch einmal als Arzt an der psychiatrischen Anstalt in Cery (Kanton Waadt). Anschliessend verfasste er auch seine medizinische Dissertation zur Geschichte der Melancholiebehandlung bis 1900, die 1960 erschien. Starobinski wurde zum Doktor der Medizin der Universität Lausanne ernannt.
Auf Betreiben von Marcel Raymond wurde Starobinski 1958 auf eine eigens für ihn geschaffene Professur für Ideengeschichte an der Universität Genf berufen. Er wurde für zunächst drei Jahre und mit halbem Pensum eingestellt und nahm daher in dieser Zeit (1959–61) auch Lehraufträge an der Universität Basel wahr. Nach der Emeritierung Raymonds 1962 konnte er in Genf zusätzlich eine halbe Professur für moderne französische Literatur übernehmen. Er folgte dabei auf Jean Rousset, der seinerseits den Lehrstuhl von Raymond übernahm. 1964 wurde Starobinski vom ausserordentlichen zum ordentlichen Professor befördert, 1985 wurde er emeritiert. Sein Lehrgebiet umfasste neben der französischen Literatur und der Ideengeschichte auch die Medizingeschichte. Von 1963 bis 1985 hielt er dazu Vorlesungen für angehende Ärzte an der medizinischen Fakultät.
Der Unterricht von Rousset und Starobinski war prägend für eine ganze Generation von (Schweizer) Romanisten. Gemeinsam mit Roger Dragonetti (ab 1968), Michel Jeanneret (ab 1971) und Michel Butor (ab 1975) schufen sie ein Institut von internationaler Ausstrahlung, zu dessen Ansehen auch hochkarätige Gastdozenten beitrugen (u. a. Roland Barthes, Yves Bonnefoy, Gérard Genette und Jean-Pierre Richard).
Nach seiner Emeritierung hielt Starobinski als Gastprofessor je eine Vorlesung am Collège de France (1987/88) und an der ETH Zürich (1992/93).
Von 1965 bis 1996 war er Leiter der Rencontres internationales de Genève und von 1967 bis 1993 Präsident der Société Jean-Jacques Rousseau in Genf, deren Ziel in jener Zeit in der Herausgabe einer kritischen Ausgabe von Rousseaus Werken bestand.
Ab 1972 war er Redaktionsmitglied der von Jean-Bertrand Pontalis gegründeten Zeitschrift Nouvelle Revue de Psychanalyse. Von 1980 bis 1989 gehörte er auch der Redaktion der von Pontalis herausgegebenen Zeitschrift Le Temps de la réflexion an, die jährlich erschien.
Auch nach seiner Emeritierung blieb Starobinski wissenschaftlich tätig und veröffentlichte bis ins hohe Alter neue Bücher. Die Anerkennung für sein Werk drückt sich zum Beispiel in der Verleihung von insgesamt sechzehn Ehrendoktorwürden aus.
Jean Starobinski verstarb 2019 im Alter von 98 Jahren in Morges, Kanton Waadt.
Das Archiv und die persönliche Bibliothek von Jean Starobinski befinden sich im Schweizerischen Literaturarchiv der Schweizerischen Nationalbibliothek.

## Forschung
Starobinski erforschte die französische Literatur vom 16. bis zum 20. Jahrhundert in ihrer ganzen Breite und hat zu allen Epochen Studien vorgelegt. Sein Schwerpunkt lag jedoch auf dem 18. Jahrhundert und der Epoche der Aufklärung. Besonders hat er sich mit den Werken Rousseaus (La transparence et l'obstacle, 1958; Accuser et séduire, 2012) und Diderots (Un diable de ramage, 2012) befasst. In Auseinandersetzung mit Werken der bildenden Kunst hat er die Entstehung des aufklärerischen Denkens anhand der Begriffe «Freiheit» und «Vernunft» nachverfolgt (Die Erfindung der Freiheit, 1964; Die Embleme der Vernunft, 1973). Das Verhältnis der Aufklärung zur Täuschung beleuchtet der Band Le remède dans le mal (1989) anhand von Aufsätzen zu u. a. Voltaire und Rousseau.
Ein zweiter Schwerpunkt lag auf medizinhistorischen Fragestellungen, mit besonderer Berücksichtigung der Geschichte der Psychiatrie. Seit seiner medizinischen Dissertation (Geschichte der Melancholiebehandlung, 1960) beschäftigte er sich mit dem Begriff der Melancholie. Unter diesem Gesichtspunkt hat er besonders das Werk Charles Baudelaires gelesen (Melancholie im Spiegel, 1990). Seine kleineren Arbeiten zum Thema fasste er 2012 im Band L'encre de la mélancolie zusammen. Daneben verfasste er eine Einführung in die Medizingeschichte (1963), eine Kleine Geschichte des Körpergefühls (1987) und ein Buch über den Wahnsinn (Besessenheit und Exorzismus, 1974). Seine kleineren Arbeiten zur Medizingeschichte wurden 2020 in dem Band Le corps et ses raisons versammelt.
Ein dritter Schwerpunkt bestand in der eigentlichen Arbeit eines critique littéraire, als der sich Starobinski verstand: der Analyse und Interpretation einzelner literarischer Werke, die jeweils von textimmanenten Beobachtungen ausgingen, anstatt sich von vorgegebenen Themen und Fragestellungen leiten zu lassen. In diesen explications de texte wurde sowohl die formale Seite mithilfe von strukturalistischen und stilistischen Methoden berücksichtigt, als auch dem historischen Kontext Rechnung getragen. Als «absolute Höhepunkte von Starobinskis Interpretationskunst» bezeichnet John E. Jackson diesbezüglich die folgenden Aufsätze: «Le dîner de Turin» über eine Episode aus den Confessions von Rousseau, «L’incipit du Neveu de Rameau» über Rameaus Neffe von Diderot, «Les proportions de l’immortalité» über das Gedicht Spleen II von Baudelaire und «L’échelle des températures» über Madame Bovary von Flaubert.
Ein vierter Schwerpunkt lag auf metakritischen, hermeneutischen Fragestellungen. In dem Band La relation critique (1970, deutsche Teilübersetzung: Psychoanalyse und Literatur) und in zahlreichen Aufsätzen, die 2013 im Band Les Approches du sens gesammelt herausgegeben wurden, hat sich Starobinski über sein eigenes literaturwissenschaftliches Verfahren und die Rolle der Literaturwissenschaft Rechenschaft abgelegt. Besonders hat er auch über das Verhältnis zwischen Literatur und Psychoanalyse nachgedacht.
Ausserdem hat er Bücher zu einzelnen Themen und Autoren verfasst, die ebenfalls stark rezipiert wurden. 1971 veröffentlichte er die Studien Ferdinand de Saussures über Anagramme, die das Bild de Saussures tiefgreifend veränderten. 1982 veröffentlichte er ein Buch über Montaigne, das heute als Klassiker gilt. Sein gewichtigster Beitrag im Bereich der Ideengeschichte war die Abhandlung über das Begriffspaar Aktion und Reaktion in Natur- und Humanwissenschaften (1999).
Daneben hat er Studien zu bildender Kunst (Porträt des Künstlers als Gaukler, 1970; Gute Gaben, schlimme Gaben, 1994), zur Musik und zur Figur der verzaubernden Frau in der Oper (Die Zauberinnen, 2005) und zahlreiche Aufsätze zur Lyrik von Ronsard bis Jaccottet verfasst (Auswahl auf Deutsch in dem Band Wege der Poesie, 2011). Die kleineren Arbeiten zu Musik, bildender Kunst, Lyrik und einigen Prosaisten des 20. Jahrhunderts (u. a. Kafka, Calvino, Ramuz) sind in dem Band La beauté du monde (2016) gesammelt erschienen.
Seine letzten Forschungsvorhaben hat Starobinski nicht mehr zu Monographien ausgearbeitet: eine vergleichende Studie zu Tagesabläufen in verschiedenen Epochen und in unterschiedlichen sozialen Kontexten, eine Studie über die Sagbarkeit der Schönheit der Welt und eine Studie über das Motiv der einsamen Blume in der Lyrik. Zu diesen Themen hat er einzelne Aufsätze veröffentlicht.

## Auszeichnungen
- 1965: Prix Rambert

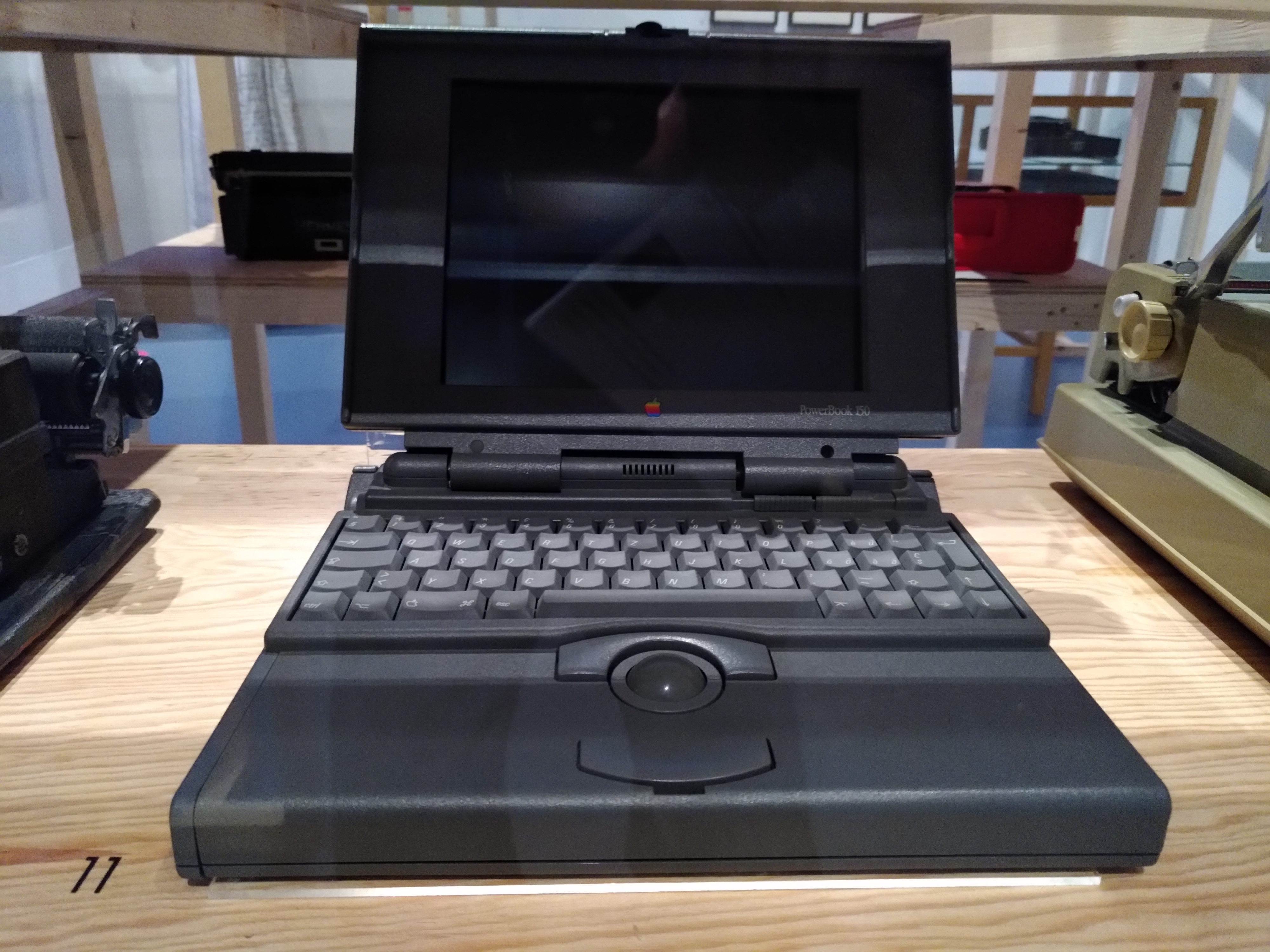
Laptop von Jean Starobinski

- 1972: Prix Pierre de Régnier der Académie française[47]
- 1974: Mitglied der American Academy of Arts and Sciences
- 1979: Prix du rayonnement de la langue et de la littérature françaises der Académie française[48]
- 1982: Prix européen de l’essai Charles Veillon für Montaigne en mouvement
- 1984: Balzan-Preis für Literaturgeschichte und Literaturkritik
- 1988: Mitglied der Academia Europaea
- 1988: Prix littéraire de la Fondation Prince Pierre de Monaco[49]
- 1993: Hansischer Goethe-Preis
- 1998: Karl-Jaspers-Preis, Heidelberg[50]
- 1998: Grand Prix de la Francophonie de l’Académie Française
- 2000: Assoziiertes Mitglied der Académie royale des Sciences, des Lettres et des Beaux-Arts de Belgique[51]
- 2001: Prix du rayonnement français[52]
- 2010: Prix de la Fondation pour Genève

Starobinski erhielt Ehrendoktorate der folgenden Universitäten: Lille (1973), Brüssel (1979), Lausanne (1979), Chicago (1986), Columbia University, New York (1987), Montreal (1988), Straßburg (1988), Neuenburg (1989), Nantes (1992), Johns Hopkins University (1993), Turin (1994), Oslo (1994), Babeș-Bolyai-Universität Cluj (1995), Urbino (1995), ETH Zürich (1998), Universität Neapel L’Orientale (2008).

## Schriften (Auswahl)
Werke in deutscher Übersetzung
- Montesquieu. Ein Essay; mit ausgewählten Lesestücken (1953). Übers. Ulrich Raulff. Hanser, München / Wien 1991.
- Rousseau. Eine Welt von Widerständen (1958, erweiterte Ausgabe 1971). Übers. Ulrich Raulff. Hanser, München / Wien 1988.
- Geschichte der Melancholiebehandlung von den Anfängen bis 1900 (= Documenta Geigy. Acta psychosomatica, 4). Übers. Johannes Oeschger. Geigy, Basel 1960; Neuausgabe, in überarbeiteter Übersetzung neu herausgegeben und mit einem Vorwort von Cornelia Wild. August Verlag, Berlin 2011.
- Über Corneille (aus: L’Œil vivant, 1961). In: Pierre Corneille: Polyeukt. Frankfurt am Main / Hamburg 1962.
- Das Leben der Augen (1961). Übers. Henriette Beese. Ullstein, Berlin. 1984
- Geschichte der Medizin. Übers. Elinor Lipper. Édition Rencontre, Lausanne 1963.
- Die Erfindung der Freiheit. 1700–1789. (1964) Übers. Hans Staub. Fischer, Frankfurt am Main 1988.
- Psychoanalyse und Literatur. (1970) Übers. Eckhart Rohloff. Suhrkamp, Frankfurt am Main 1973.
- Porträt des Künstlers als Gaukler. (1970) Übers. Markus Jakob. Fischer, Frankfurt am Main 1985.
- Wörter unter Wörtern. Die Anagramme von Ferdinand de Saussure. (1971). Übers. Henriette Beese. Ullstein, Frankfurt am Main / Berlin / Wien 1980.
- 1789, die Embleme der Vernunft. (1973) Übers. Gundula Göbel. Schöningh, Paderborn 1981.
- Besessenheit und Exorzismus. Drei Figuren der Umnachtung. (1974) Übers. Helmut Kossodo. Schulz, Percha 1976.
- Rousseaus Anklage der Gesellschaft (= Konstanzer Universitätsreden 89). Universitätsverlag, Konstanz 1977.
- Montaigne. Denken und Existenz. (1982) Übers. Hans-Horst Henschen. Hanser, München 1986.
- Kleine Geschichte des Körpergefühls. Übers. Inga Pohlmann. Universitätsverlag, Konstanz 1987. (Aufsatzsammlung)
- Das Rettende in der Gefahr. Kunstgriffe der Aufklärung. (1989) Übers. Horst Günther. S. Fischer, Frankfurt am Main 1990.
- Melancholie im Spiegel. Baudelaire-Lektüren. (1990) Übers. Horst Günther. Hanser, München / Wien 1992.
- Gute Gaben, schlimme Gaben. Die Ambivalenz sozialer Gesten. (1994) Übers. Horst Günther. S. Fischer, Frankfurt am Main 1994.
- Aktion und Reaktion. Leben und Abenteuer eines Begriffspaars. (1999) Übers. Horst Günther. Hanser, München / Wien 2001.
- (mit Ilse Grubrich-Simitis, Mark Solms:) Hundert Jahre „Traumdeutung“ von Sigmund Freud. Drei Essays. Fischer, Frankfurt am Main 2000.
- Die Zauberinnen. Macht und Verführung in der Oper. (2005) Übers. Horst Günther. Hanser, München 2007.
- Wege der Poesie. Übers. Horst Günther. Hanser, München 2011. (Aufsätze)

Bislang nicht auf Deutsch erschienen
- L’Encre de la mélancolie. Seuil, Paris 2012, ISBN 978-2-02-108351-4.
- Accuser et séduire. Essais sur Jean-Jacques Rousseau. Gallimard, Paris 2012, ISBN 978-2-07-013775-6.
- Diderot, un diable de ramage. Gallimard, Paris 2012, ISBN 978-2-07-208115-6.
- Les Approches du sens. Essais sur la critique. Hrsg. von Michaël Comte und Stéphanie Cudré-Mauroux. La Dogana, Genf 2013, ISBN 978-2-94-005576-0.
- Interrogatoire du masque. Galilée, Paris 2015, ISBN 978-2-71-860917-1.
- La Beauté du monde. La littérature et les arts. Hrsg. von Martin Rueff. Gallimard, Paris 2016, ISBN 978-2-07-014560-7.
- Le Corps et ses raisons. Hrsg. von Martin Rueff. Seuil, Paris 2020, ISBN 978-2-02-123840-2.

## Studienkreis Starobinski
2007 wurde am Schweizerischen Literaturarchiv der Cercle d’études internationales Jean Starobinski gegründet. Er organisiert jährlich Tagungen und Vorträge zu Starobinski und seinem Werk, erschließt das Archiv und gleist Forschungsprojekte für den Schweizerischen Nationalfonds auf. Jährlich erscheint eine Zeitschrift (Bulletin du cercle d’études Jean Starobinski) mit Materialien und Forschungsbeiträgen. Zum 100. Geburtstag von Starobinski 2020 wurde eine virtuelle Ausstellung erarbeitet. Geleitet wird der Studienkreis von Stéphanie Cudré-Mauroux, wissenschaftlicher Berater ist Juan Rigoli, Professor für französische Literatur an der Universität Genf.

### Bio-bibliographische Informationen
- Publikationen von und über Jean Starobinski im Katalog Helveticat der Schweizerischen Nationalbibliothek
- Archiv Jean Starobinski in der Datenbank HelveticArchives bzw. als Online-Inventar (EAD) des Schweizerischen Literaturarchivs
- Literatur von und über Jean Starobinski im Katalog der Deutschen Nationalbibliothek
- Werke von und über Jean Starobinski in der Deutschen Digitalen Bibliothek
- Seite des Schweizerischen Literaturarchivs mit Links zur offiziellen Gesamtbibliographie (weist für den Zeitraum 1942–2012 738 Veröffentlichungen Starobinskis nach), zu Interviews und einer Liste seiner Seminare und Vorlesungen
- Besprechungen der letzten Veröffentlichungen Starobinskis bei perlentaucher.de
- Jean Starobinski, Biografie und Bibliografie auf Viceversa Literatur
- Jean Starobinski. Relations critiques, Virtuelle Ausstellung des Schweizerischen Literaturarchivs, 2020 (französisch)
- Bulletin Starobinski, Zeitschrift des Schweizerischen Literaturarchivs, alle bisher erschienenen Ausgaben als Download (französisch)

### Gespräche mit Starobinski
- Michael Jakob: Gespräch mit Jean Starobinski, aus: Ders.: Aussichten des Denkens, München: Fink 1994, 89–110.
- Ulrich Raulff, Marcel Lepper: Diderots Gezwitscher. Ein Gespräch mit Jean Starobinski. (PDF; 2,7 MB)

### Videoaufzeichnungen
- Jean Starobinski, l’exercice de la liberté, 13 Gespräche mit Guillaume Chenevière, Les grands entretiens, Radio Télévision Suisse, 2001, je ca. 25–30 Minuten (französisch).
- Gespräch mit Florian Rodari, Films Plans-Fixes, 1986, 50 Minuten (französisch)
- Désir de Narcisse. Starobinski über den Körperkult, Radio Télévison Suisse, 1989, 16 Minuten (französisch)
- Gespräch über Psychoanalyse, Fondation Agalma, 2013, 50 Minuten (französisch)

### Deutschsprachige Online-Veröffentlichungen von Texten Starobinskis
- Surrealismus und Parapsychologie, aus: Schweizer Monatshefte 45 (1965), 1155–1164. doi:10.5169/seals-161794
- Das kritische Verhältnis, aus: Schweizer Monatshefte 49 (1969), 291–298, doi:10.5169/seals-162279 (Titelaufsatz des Bandes La relation critique von 1970, der in die deutsche Übersetzung Psychoanalyse und Literatur nicht aufgenommen wurde).
- Künstler im Gewand des Gauklers, aus: Schweizer Monatshefte 49 (1969–1970), 1092–1107. doi:10.5169/seals-162395
- Bandello und Baudelaire: Der Fürst und sein Narr, aus: Schweizer Monatshefte 65 (1985), 67–78. doi:10.5169/seals-164236
- Medizin und Antimedizin: eine Wissenschaft und ihr Schatten, aus: Schweizer Monatshefte 68 (1988), 398–410. doi:10.5169/seals-164572
- In der Welt gegenwärtig sein, aus: Schweizer Monatshefte 76 (1996), 17–22. doi:10.5169/seals-165580